# Гельмут Коль
Ге́льмут Коль (нім. Helmut Kohl; 3 квітня 1930, Людвігсгафен-на-Рейні, Веймарська республіка — 16 червня 2017, Людвігсгафен-на-Рейні, Райнланд-Пфальц, Німеччина) — німецький політик, канцлер ФРН.

## Життєпис
Народився 3 квітня 1930 року в Людвіґсхафені-на-Рейні у католицькій сім'ї. Син митного чиновника.
Наприкінці Другої світової війни був покликаний у ряди вермахту, але участі в бойових діях не брав.
У 1950 році почав вивчати право у Франкфурті-на-Майні.
У 1951 році перевівся в Гейдельберзький університет Рупрехта-Карла, де й закінчив навчання в 1956 році.
У 1958 році здобув ступінь доктора філософії в Гейдельберзькому університеті Рупрехта-Карла. Став членом законодавчого органу землі Райнланд-Пфальц.
У 1966 році — голова Християнсько-демократичного союзу (ХДС) землі Райнланд-Пфальц, у 1969 — міністр-президент (голова виконавчої влади) землі Райнланд-Пфальц і член бундесрату (верхньої палати парламенту).
З 1973 році — голова ХДС. У 1975 році переобраний на посаді голови виконавчої влади; в 1976 році, після загальнонаціональних виборів, пішов з цієї посади, щоб очолити фракцію ХДС у бундестагу. У 1976 році ХДС була близька до перемоги над коаліцією на чолі з Гельмутом Шмідтом.

## Канцлер
У жовтні 1982 року Гельмуту Шмідту не вдалося зберегти коаліцію в бундестазі, і Коль як лідер ХДС став канцлером у коаліційному уряді ХДС/ХСС — Вільна Демократична партія (ВДП). У 1983 році коаліція ХДС/ХСС — ВДП здобула перемогу на виборах.
У 1983 році вибухнула криза, пов'язана з розміщенням на території Західної Німеччини ядерної зброї, у 1984 році пройшов семитижневий страйк у машинобудівній та металургійній промисловості.
У 1987 році на загальнонаціональних виборах коаліція ХДС — ХСС — ВДП знову здобула переважну більшість голосів.
Після того, як СРСР у 1989–1990 роках вимушений був піти зі Східної Європи, Коль виступив з ініціативою про возз'єднання Німеччини, яке відбулося в жовтні 1990 року.
Очолювана ним коаліція в грудні 1990 року на перших після 1933 року загальнімецьких виборах була обрана в парламент, здобувши значну перевагу. Перед урядом Коля постали проблеми масового безробіття в Східній Німеччині, відродження діяльності ультраправих і неонацистських угруповань, які виступали проти присутності в країні іноземних робітників та іммігрантів. Коль підтримував розширення ЄС, у грудні 1991 року беззастережно підтримав Маастрихтський договір.
У 1994 році коаліція ХДС/ХСС — ВДП перемогла на загальнонаціональних виборах з незначною перевагою.
31 жовтня 1996 року минуло 5 145 днів після його першого обрання канцлером, Коль побив рекорд Конрада Аденауера за тривалістю перебування на цій посаді.
На виборах у вересні 1998 року коаліція ХДС/ХСС — ВДП програла Соціал-демократичній партії, і посаду канцлера зайняв лідер соціал-демократів Ґерхард Шредер.
Наприкінці 1999 року — на початку 2000 року Коля звинуватили у використанні незаконних джерел для фінансування своєї партії, і він змушений був піти з посади почесного голови ХДС.

## Смерть та поховання
Помер 16 червня 2017 році у власному будинку в місті Людвігсгафен-на-Рейні.
Прощальна церемонія відбулася 1 липня 2017 року в Страсбурзі в приміщенні Європейського парламенту,.
1 липня 2017 року Президент України взяв участь у прощальній церемонії в Стразбурзі.
Похований 1 липня 2017 року в місті Шпаєрі.

### Офіційні співчуття
Президент України Петро Порошенко висловив офіційні співчуття з приводу смерті Г. Коля.
Офіційні співчуття висловив Президент Німеччини В. Штайнмаєр.

## Нагороди та звання
- 1970: Орден «За заслуги перед Федеративною Республікою Німеччина»Троянда, названа на честь Гельмута Коля

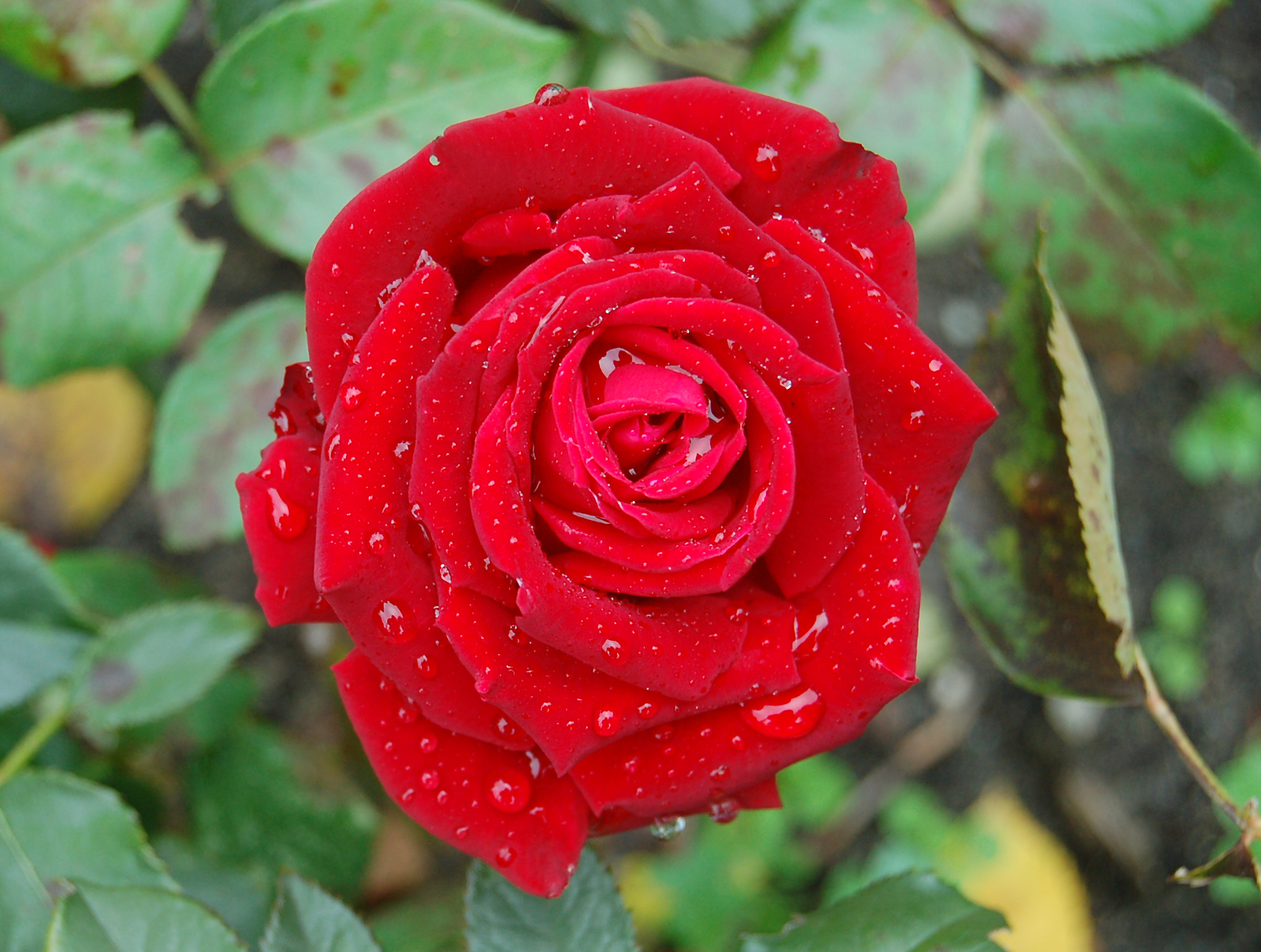
Троянда, названа на честь Гельмута Коля

- 1973: Почесний знак «За заслуги перед Австрійською Республікою» (Великий хрест II ступеню — зі срібною зіркою)
- 1973: Орден «За заслуги перед Федеративною Республікою Німеччина» (Великий хрест з зіркою)
- 1977: Орден «За заслуги перед Італійською Республікою» (Великий хрест II ступеню — зі срібною зіркою)
- 1988: Міжнародна премія імені Карла Великого — за заслуги у сприянні французько-німецької дружби та майбутнього Європи, разом з Франсуа Міттераном
- 1989: Почесний знак «За заслуги перед Австрійською Республікою» (Командорський хрест I ступеню — золотий знак)
- 1992: Європейська реміснича нагорода
- 1993: Німецька нагорода засобів масової інформації в Баден-Бадені
- 1996: Орден за гуманітарні заслуги світової єврейської організації Бней-Бріт
- 1996: Почесний доктор Київського університету
- 1997: Нагорода «Європейська візія» фонду ім. Едмонда Ізраеля
- 1998: Великий хрест Ордену інфанта Енріке
- 26 жовтня 1998: Орден «За заслуги перед Федеративною Республікою Німеччина» (Великий хрест особливого ступеня), друга особа після Конрада Аденауера, яка отримала цю нагороду[8]
- 1998: Почесний громадянин Європи, нагороджений Європейською радою, до того часу титул отримав тільки Жан Моне
- 1999: Президентська медаль Свободи
- 1999: Медаль ім. св. Ліборія за єдність і мир, Архиєпархія Падербона
- 1999: Орден Білого лева 1 ступеня Чехії
- 2000: Міжнародна нагорода Вестфальського миру — за заслуги у сприянні об'єднання Німеччини та подолання роз'єднання в Європі
- 2004: Міжнародна нагорода ім. Адальберта, нагороджений польським президентном у Варшаві
- 2005: Нагорода «Point-Alpha» за заслуги з у сприянні об'єднання Німеччини та Європи у мирі та свободі, разом з Джорджем Гербертом Вокером Бушем та Михайлом Горбачовим
- 2005: Нагорода ім. Франца Йозефа Штрауса. Вітальна промава була оголошена Теодором Вайґелем.
- 2005: Премія «Квадрига»[9][10] — за заслуги у сприянні об'єднання Німеччини та зусилля у об'єднанні Європи. Вітальна промова була проголошена Михайлом Горбачовим.
- 2006: Особлива нагорода ім. Конрада Аденауера
- 2006: Європейська нагорода ім. Карла V. від Європейської академії в Юсте, у вітальній промові Феліпе Гонсалес описав Коля як «великого архітектора» єдиної Європи
- 2007: Золота медаль фонду ім. Жана Моне, нагороджений швейцарським президентом Мішлін Кальмі-Рей у Лозанні
- 2007: Нагорода за розуміння і толерантність Єврейського музею Берліна
- 2009: Нагорода ім. Ганнса Мартіна Шляєра у Штутгарті
- 2009: Бамбі, вітальна промава була оголошена Теодором Вайґелем
- 2010: Нагорода за людські права ім. Роланда Берґера. Вітальна промова — Владислав Бартошевський — колишній міністр закордонних справ Польщі.[11] З одного мільйона євро, які Коль отримав у нагороду, у червні 2010 року він пожертвував 700 тисяч євро Гайдельберзькому університету та 300 тисяч євро на будівництво лікарні у Шрі-Ланці.[12]
- 2011: Нагорода ім. Герні Кіссинджера, нагороджений колишнім президентом США Біллом Клінтоном[13]
- 2012: Комеморативна марка (випущена 11 жовтня 2012). Спеціальна поштова марка номінальною вартістю 55 центів зображує портрет колишнього канцлера зі словами «Гельмут Коль — канцлер єдності — почесний громадянин Європи». Таким чином, Гельмут Коль належить до кількох осіб, які ще при життю були зображені на марках Німеччини.
- Гельмут Коль був почесним громадянином міст: Дайдесгайм, Франкфурт-на-Майні, Берлін, Людвігсгафен-на-Рейні та Санкт-Гільген, де він проводи відпустки в Австрії.
- Коль був почесним доктором багатьох університетів Німеччини та за кордоном.
- З 1990 року Коль був кожного року номінований на Нобелівську премію миру,[14] у 2007 році Михайлом Горбачовим. У тому ж році президент Європейської комісії Жозе Мануел Баррозу також запропонував Коля на цю нагороду.[15][16]
- На честь Гельмута Коля було названо вулиці та площі у багатьох містах Німеччини.[17]